# Dipsalidictis
Dipsalidictis — вимерлий рід гієнодонтових ссавців. Скам'янілості знайдено в таких країнах: США (Колорадо, Юта, Вайомінг). Описано такі види: Dipsalidictis aequidens, Dipsalidictis krausei, Dipsalidictis platypus, Dipsalidictis transiens.